# Aurus

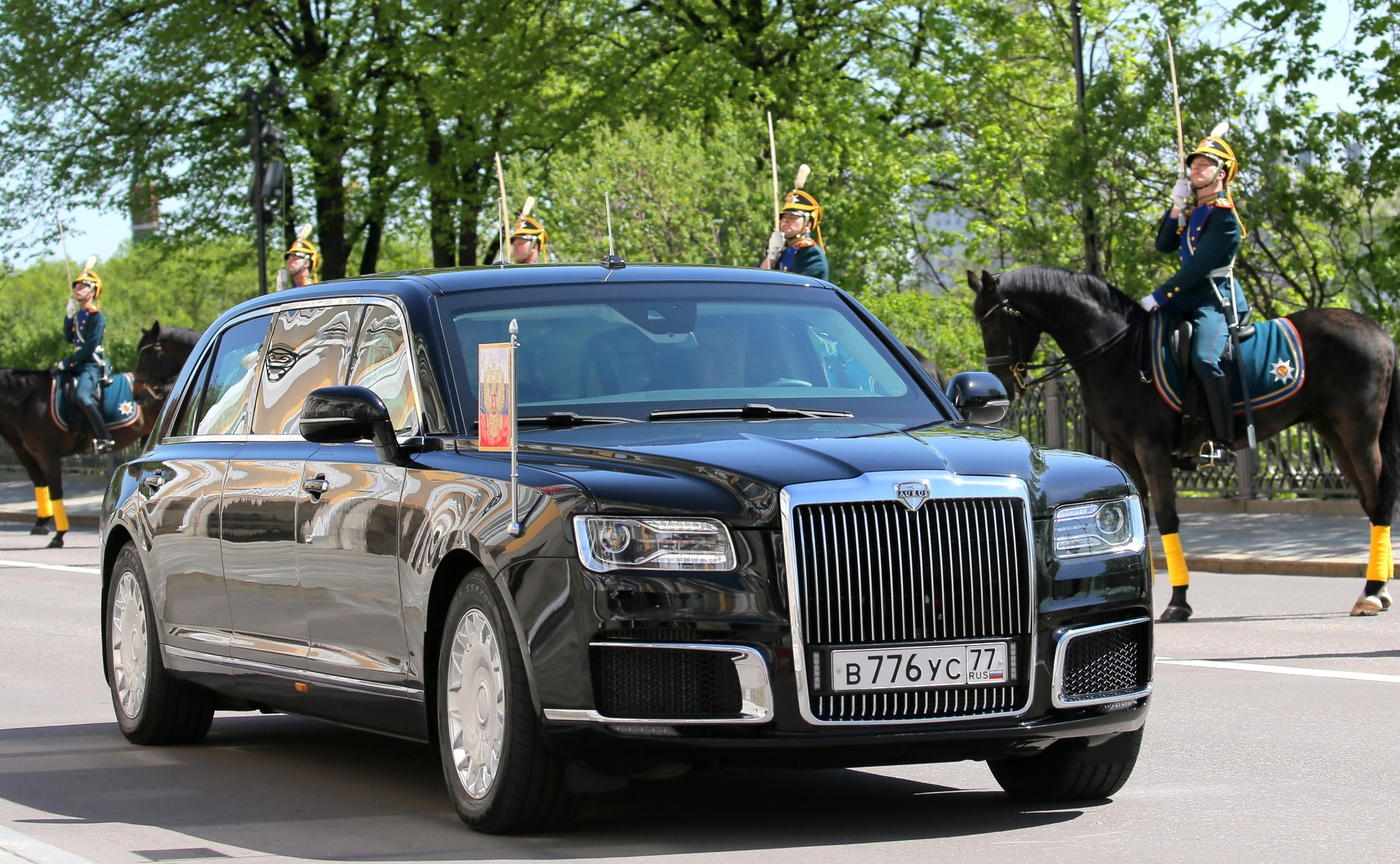
Длиннобазный президентский лимузин Aurus Senat Limousine, на котором ездит Президент Российской Федерации Владимир Владимирович Путин. (41231SB)

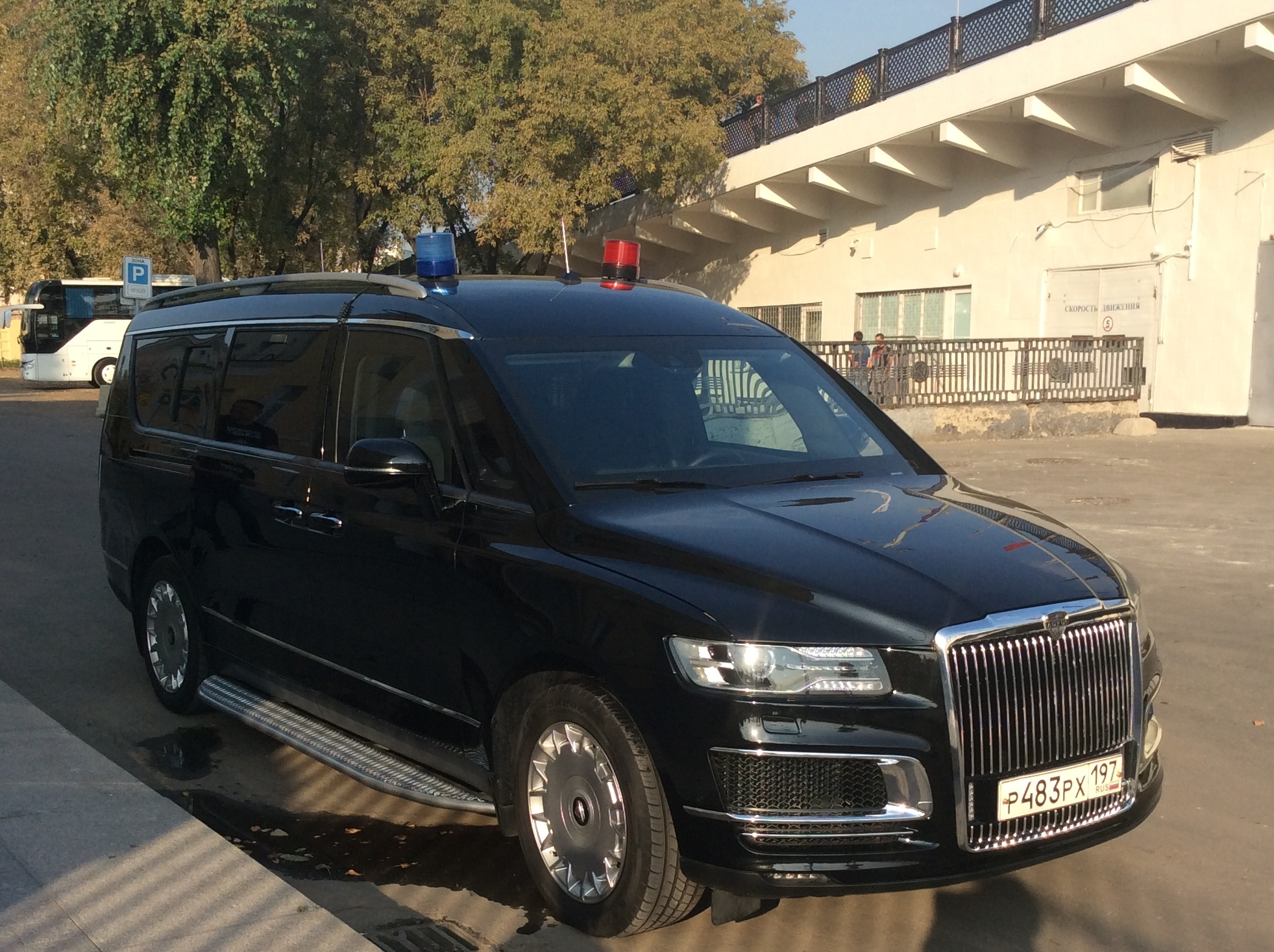
Минивэн Aurus Arsenal (4125)

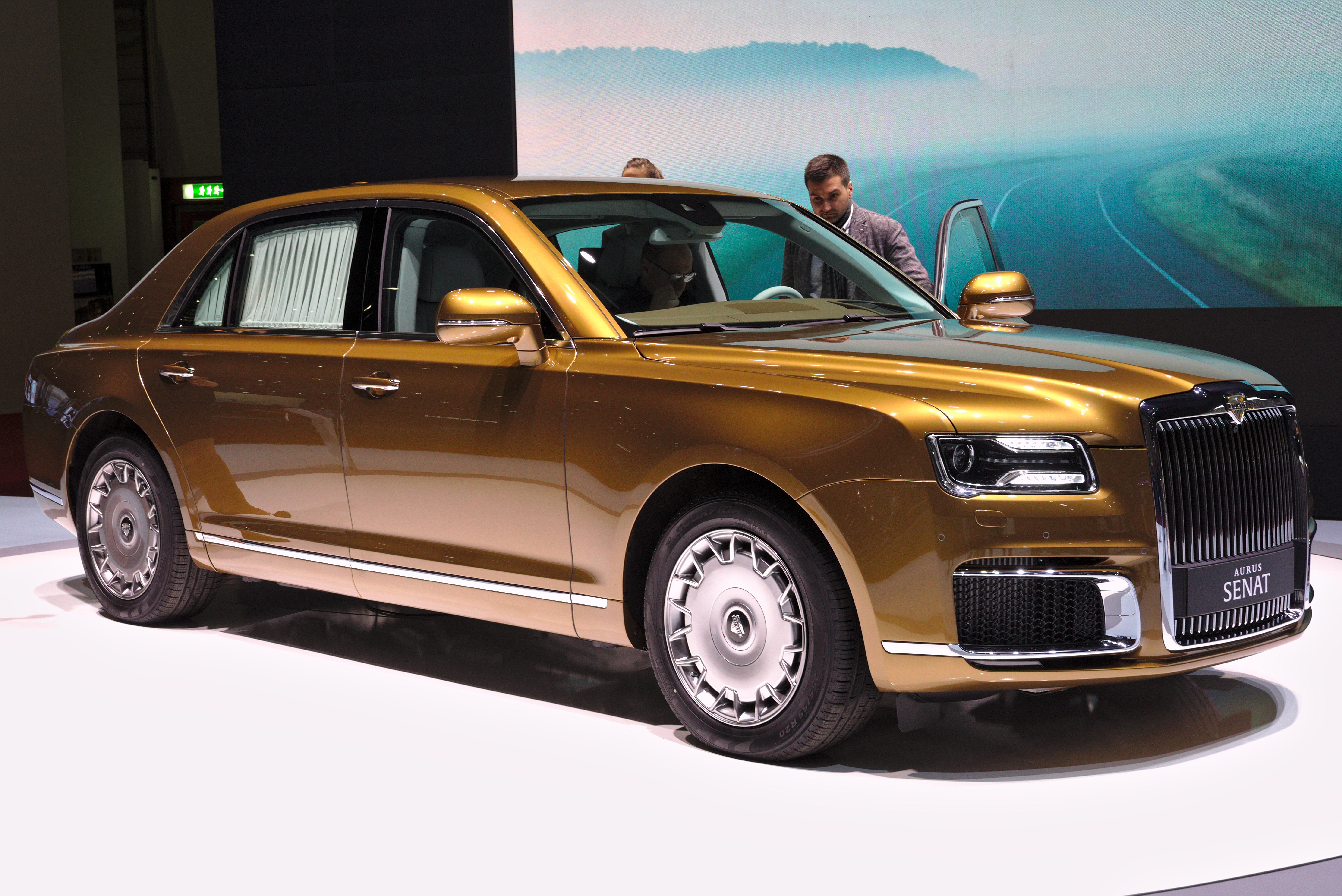
Седан Aurus Senat (4123)

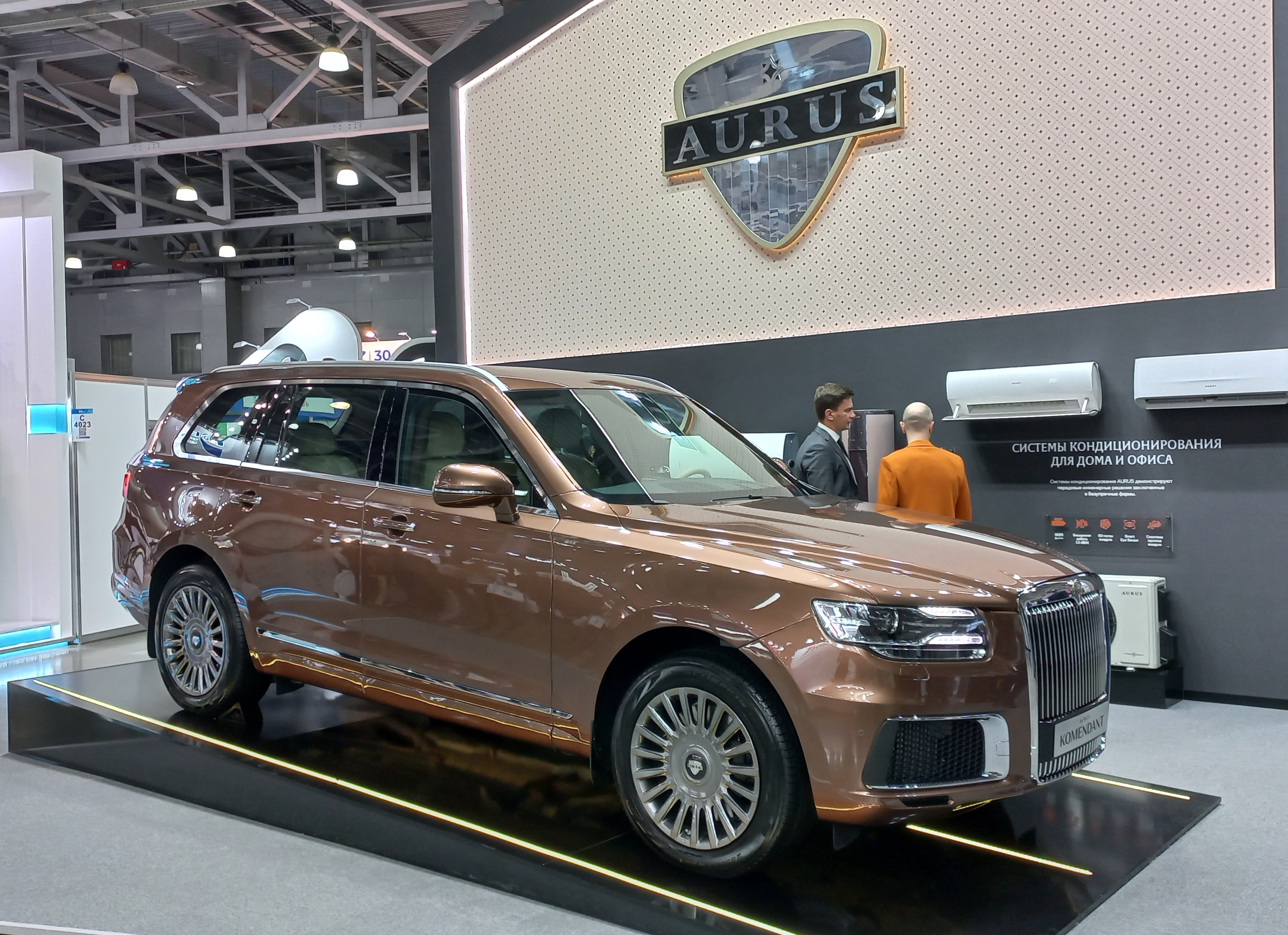
Кроссовер Aurus Komendant на выставке «Aquatherm Moscow» (МВЦ «Крокус Экспо») в феврале 2023 года

Aurus Motors (рус. А́урус, от Au — «золото» и rus — сокращение от Russia) — российская марка автомобилей представительского и высшего класса, ранее известная под проектными обозначениями «Единая модульная платформа» (далее ЕМП) и проект «Кортеж».
Разработка проекта ведётся институтом «НАМИ» с 2013 года как платформа для создания автомобилей для «перевозки и сопровождения первых лиц государства, а также других лиц, подлежащих государственной охране». Первыми представленными широкой публике машинами стали использованные 7 мая 2018 года на инаугурации президента России автомобили «Aurus Senat»: седан Aurus-4123 и лимузин Aurus-41231SB. Название «Aurus» образовано от латинского aurum — «золото» и Russia — «Россия». Главный конструктор проекта — Вадим Переверзев, который до этого пятнадцать лет работал в «FIAT», а ранее — в «ГАЗ». Юрий Черненко — главный дизайнер проекта «Aurus».

## История создания
Для перевозки высших лиц в Союзе ССР использовались лимузины советской разработки производства ЗиЛ, последними моделями которого были ЗиЛ-41045 и ЗиЛ-41047. Вскоре после распада СССР руководство России начало использовать бронированные лимузины Mercedes-Benz S-класса начиная с поколения W140: ввиду прерывания дальнейшего развития данного класса отечественных автомобилей и конкретно неосвоения производства созданной в 1980-х годах модели нового, после ЗиЛ-114, поколения — ЗиЛ-4101. Прежний автомобиль ЗиЛ использовался преимущественно в заграничных поездках, куда его доставляли грузовым самолётом. Президента России В. В. Путина первый, второй и третий сроки также возили на иномарке — Mercedes S600 Pullman Guard. Развитие возобновилось с появлением семейства автомобилей марки Aurus в 2018 году, проектным названием которого было «Кортеж».
Проект «Кортеж» прорабатывался с 2012 года и включал создание и производство премиальных автомобилей для первых лиц, а также внедорожника и микроавтобуса. Производство планировалось начать в 2017—2018 годах. Объём бюджетных инвестиций в ЕМП оценивается в 12,4 млрд рублей до 2017 года включительно. В 2016 году из бюджета было выделено 3,61 млрд рублей.
Разработкой президентского лимузина занимается «НАМИ» при поддержке МПТ РФ. Дебют нового автомобиля состоялся в рамках инаугурации президента РФ в 2018 году. На основе ЕМП планируется создать платформу для выпуска легковых автомобилей, которой также смогут пользоваться и производители массовых моделей. Кроссоверы и минивэны проекта в небронированных версиях поступят в свободную продажу небольшой партией в 250—300 штук в 2018 году. Внедорожники ЕМП будут собираться на мощностях Ульяновского автозавода, выпускающего внедорожники УАЗ и входящего в группу «Соллерс», с которой ведутся переговоры об организации также производства микроавтобусов.
С 20 февраля по 30 апреля 2013 года на сайте CarDesign.ru совместно с компанией Marussia Motors и институтом «НАМИ» был проведён конкурс «Автомобиль для президента», в котором принять участие мог любой желающий. Целью конкурса был поиск стилевого решения для группы автомобилей. В качестве жюри выступали профессионалы из области дизайна. 24 июня 2013 года были объявлены результаты.
Распоряжение от 13 сентября 2013 года № 1642-р позволило ФГУП «НАМИ» заключить контракт без проведения конкурса: «НАМИ» является единственным исполнителем госзаказа на выполнение «пилотного проекта по разработке и постановке на производство отечественных автомобилей на базе единой модульной платформы, обеспечивающего создание автотранспортных средств, предназначенных для перевозки и сопровождения первых лиц государства, а также других лиц, подлежащих государственной охране».
По словам Юрия Черненко, начальника управления дизайна ФГУП «НАМИ», в качестве стартовой идеи при разработке стиля «Aurus» был взят дизайн ЗИС-110, первого советского послевоенного автомобиля представительского класса.
Во время общения со СМИ министр промышленности и торговли Денис Мантуров уточнял, что первый опытный образец автомобиля «Aurus» появится в январе 2017 года, но машину никому не покажут ради сохранения интриги. Первую предсерийную партию отгрузят Федеральной службе охраны в конце 2017 года. Министр пообещал, что автомобиль можно будет увидеть на инаугурации президента РФ в 2018 году.
Летом 2017 года НАМИ приостановил работу над внедорожником на неопределённый срок из-за нехватки ресурсов. Основные силы решено направить на завершение разработки лимузина, седана сопровождения и минивэна. Глава Минпромторга Денис Мантуров опроверг сообщения о якобы прекращении финансирования проекта и заявил, что избранный в 2018 году президент приедет на церемонию инаугурации уже на новой машине.
В июле 2017 года президент России Владимир Путин протестировал лимузин. Сообщалось, что Федеральная служба охраны получит первые шестнадцать автомобилей «Aurus» в 2017 году. 20 ноября 2017 года было объявлено о начале сборки первых четырнадцати автомобилей проекта. Первые автомобили проекта переданы потребителю в конце декабря 2017 года.
7 мая 2018 года президент России Владимир Путин впервые приехал на инаугурацию на лимузине Aurus Senat Limousine.
В тот же день глава Минпромторга Денис Мантуров сообщил, что серийные автомобили будут стоить более 10 млн рублей. Ранее ожидалось, что автомобили поступят в розничную продажу с 2019 года по цене 6—7 млн рублей.
23 мая 2018 года в Москве состоялась презентация автомобильного бренда «Aurus». На презентации генеральный директор компании «Aurus» Герхард Хильгерт сказал: «Сегодня, 23 мая, — день рождения бренда Aurus!».
Разработка внедорожника «Комендант» будет завершена в конце 2019 года. Экспорт автомобилей бренда «Aurus» планируется начать в 2020—2021 годах.
В 2018 году началась работа над компактным кроссовером на платформе ЕМП. Новая модель должна стать самой доступной в линейке бренда Aurus.
6 июля 2018 года было подписано соглашение с фондом обороны, безопасности и развития (DSDF) компании Tawazun из Объединённых Арабских Эмиратов. Компания станет первым иностранным инвестором, который вложит в проект «Aurus» 110 млн евро. Предварительно распределение долей в проекте: «30 % составит доля Tawazun, более 60 % — НАМИ и где-то около 5 % — "Соллерс"».
29 августа 2018 года на ММАС 2018 состоялась первая презентация автомобилей «Aurus Senat» и «Aurus Senat Limousine», седан был представлен в бордовом цвете. На презентации Денис Мантуров заявил: «Поставлена задача по созданию в рамках бренда кабриолета для парада на День Победы, коллеги её уже отрабатывают. Не могу пообещать, что в 2019 году, но 9 мая 2020 года автомобиль точно примет участие в параде».
31 октября 2018 года гендиректор «Соллерса» Вадим Швецов заявил, что автомобили Aurus проданы на два года вперёд, и теперь автомобиль можно будет купить только с 2021 года.
В ноябре 2018 года лимузин Aurus Senat вместе с ЗИЛ-4104 вошли в список «величайших лимузинов всех времён» по версии британского журнала Autocar.
Автомобили, лимузин «Aurus Senat Limousine L700» и седан «Aurus Senat S600», доступны для заказа у дилеров с 15 февраля 2019 года.
Серийное производство машин Aurus планируется начать с середины 2020 года, на площадке «Соллерса» в Алабуге, где будут созданы мощности для выпуска 5 тысяч автомобилей в год.
17 февраля 2019 года лимузин «Aurus Senat Limousine» был представлен в Абу-Даби в Арабских Эмиратах на международной оборонной выставке IDEX-2019. Для презентации в ОАЭ был выбран белый цвет авто, который пользуется наибольшей популярностью в данной стране. На выставке подписано соглашение с распределением долей в проекте ООО «Аурус»: «НАМИ» — 63,5 %, «Соллерс» — 0,5 %, «Tawazun» — 36 %. «Tawazun» станет генеральным дистрибьютором автомобилей «Aurus» в странах Ближнего Востока и Северной Африки.
5 марта 2019 года на 89-м международном Женевском автосалоне состоялась премьерная европейская презентация автомобилей «Aurus», были представлены седан «Aurus Senat S600» и лимузин «Aurus Senat Limousine L700». Специально для автосалона модель S600 была представлена в новом цвете, который получил название «Русское золото».
В марте 2019 года Toyota, Lamborghini и Michelin опротестовали патентную заявку бренда «Aurus» в европейском Бюро по интеллектуальной собственности (EUIPO) из-за схожести до степени смешения названий бренда и моделей этих производителей «Toyota Auris», «Lamborghini Urus» и суббренда «Taurus». Эксперты отмечают, что из-за этого перспективы европейских продаж марки оказались под вопросом и есть риск, что «Aurus» придётся переименовать для рынка Евросоюза. Позднее компания Lamborghini официально отозвала свои претензии по поводу использования бренда Aurus.
28 марта 2019 года «Aurus» разместил в социальных сетях ролик, намекающий на появление в линейке моделей компании первого спорткара. 2 апреля объявлено о сотрудничестве с российской гоночной командой «G-Drive Racing», которая будет выступать на болиде «Oreca 07» переименованном в «Aurus 01».
На авиасалоне МАКС-2019 был показан люксовый вариант вертолёта «Ансат» с салоном в стилистике бренда «Aurus».
В 2019 году «НАМИ» зарегистрировал торговый знак «Aurus Design» по 11 классам товаров и услуг, который будет использоваться для различной неавтомобильной продукции и фирменных аксессуаров.
С сентября 2020 года Aurus Senat начали использовать в официальных мероприятиях глав субъектов Российской Федерации. В частности, седан белого цвета использовали во время инаугурации главы Республики Татарстан.
18 августа 2020 года был зарегистрирован патент № 121132 на изображения электромотоцикла «Aurus».
11 марта 2021 года Минпромторг показал первый прототип электромотоцикла. Мотоцикл будет иметь название «Aurus Merlon», термин «Мерлон» происходит от зубца крепостной стены.
15 ноября 2021 года на международном авиасалоне «Dubai Airshow» в ОАЭ представлен самолёт «Aurus Business Jet» (ABJ), который является модификацией «Sukhoi Superjet 100» в VIP-конфигурации.
В апреле 2024 г. группа «Соллерс» вышла из состава акционеров ООО «Аурус», продав свою долю компании «Хит Моторз Рус», принадлежащей казахстанскому TOO «High End Assembly Technologies Motors».

## Производство
Производство автомобилей ведётся на заводе компании в особой экономической зоне Алабуга Республики Татарстан. Индустриальным партнёром «Аurus» в части сварки и окраски кузовов выступает компания «Соллерс». В 2019 году объявлено о том, что ведётся переоснащение завода Соллерс-Елабуга для серийного производства автомобилей Aurus Senat и Aurus Komendant. Серийное производство будет включать в себя штамповку, сварку, сборку, окраску, производство двигателей. Планируемая мощность завода — до пяти тысяч машин в год. До запуска серийного производства в городе Елабуге сборку продолжит НАМИ, где в 2020 году планируется собрать около 200 машин.
В декабре 2020 года началась пробная сварка кузовов Aurus Senat в Елабуге. В марте 2021 года пилотная партия машин, собранных по серийным технологиям на заводе в Елабуге, передана на испытания. Первые поставки клиентам серийных автомобилей елабужской сборки были запланированы на май 2021 года. Серийное производство автомобилей Aurus началось в мае 2021 года. В 2021 году на заводе Aurus было запущено серийное производство седанов Aurus Senat, а в течение 2022 года планируется добавить в серийный выпуск внедорожники Aurus Komendant.
Автомобиль Aurus содержит около 4,5 тысяч деталей, которые поставляют 74 производителя. В июне 2020 года глава Минпромторга Денис Мантуров заявил, что двигатель и коробка передач — полностью российского производства, серийные агрегаты будут делать в кооперации КамАЗ и Соллерс-Елабуга. К 2022 году около 60 % компонентов для автомобилей производится в России. Завод Aurus способен выпускать до 5000 автомобилей в год.
Все автомобили Aurus строятся на базе Единой модульной платформы, что позволяет изменять тип и длину автомобиля, а также адаптировать производственную площадку под выпуск различных моделей.
В мае 2024 года глава Минпромторга Денис Мантуров сообщил, что завод Toyota Motor (ныне — «Шушары-Авто») в промзоне Шушары (Санкт-Петербург), приостановивший свою деятельность после февраля 2022 года, а затем проданный ФГУП НАМИ, передан Aurus. По словам министра, этот завод автопроизводитель получил достаточно давно.

## Собственники и руководство
Все права на конструкцию машин и их агрегатов принадлежат ООО «Аурус». Акционерами являются ФГУП «НАМИ» (63,5 %), Фонд обороны, безопасности и развития ОАЭ Tawazun (36 %) и ООО «Хит Моторз Рус».
Главным управляющим бренда «Aurus» до июня 2019 являлся Герхард Хильгерт, член совета директоров компании «Sollers». В июне его уволили, а руководителем проекта назначили Адиля Ширинова, который, в свою очередь, покинул свой пост в январе 2022 года. Исполняющим обязанности генерального директора стал Николай Ходасевич, экс-исполнительный директор.

## Модельный ряд

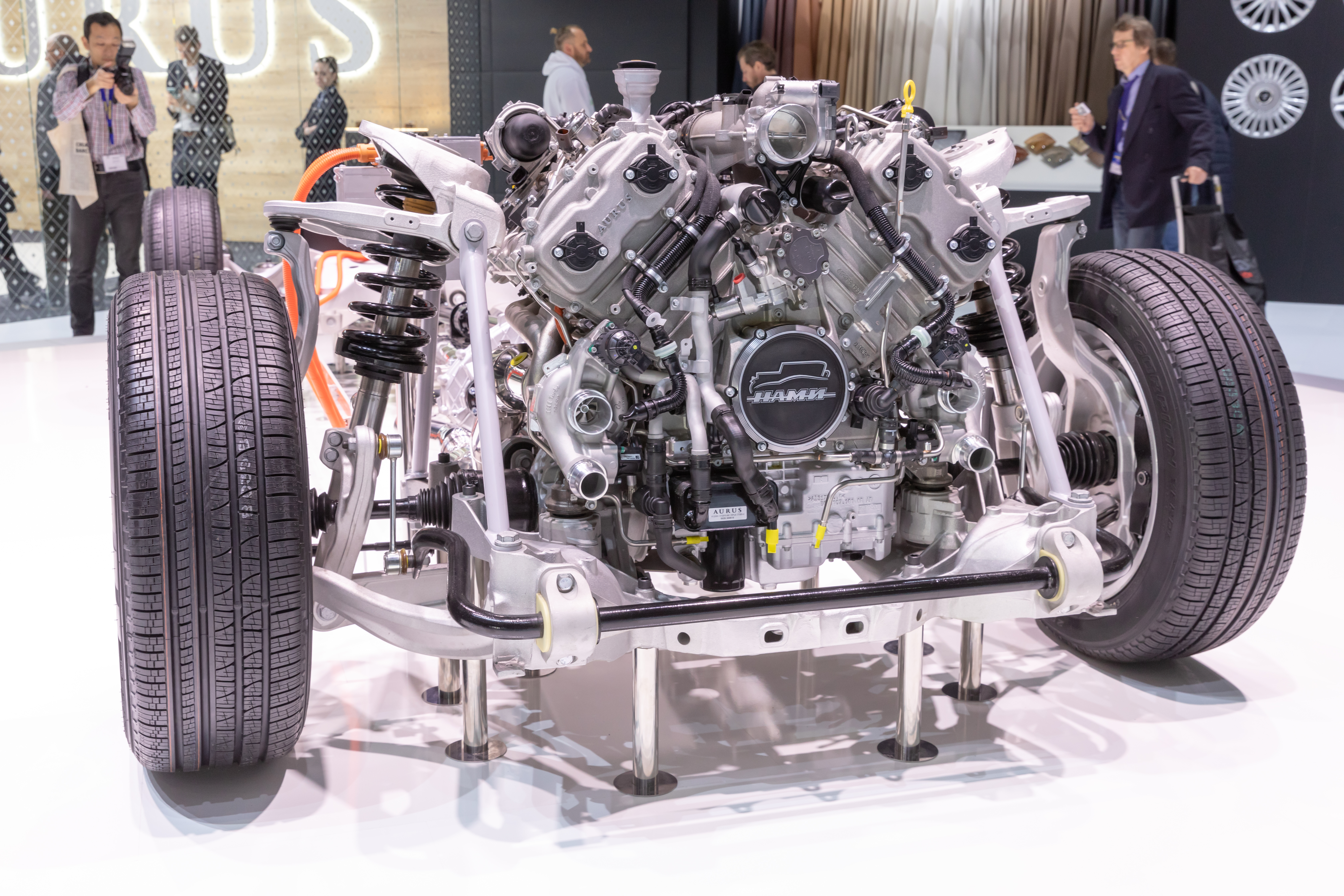
Демонстрация основных узлов и агрегатов автомобиля Aurus на Женевском автосалоне в 2019 году

В составе семейства предусмотрены на единой модульной платформе лимузины Aurus-41231(SB)/41231, седаны Aurus-4123, вседорожники-кроссоверы Aurus-4124, микроавтобусы Aurus-4125 с длинной и короткой базой представительского и высшего классов. Названия моделей были выбраны по названиям кремлёвских башен: седан и лимузин — «Сенат», минивэн — «Арсенал», внедорожник — «Комендант», катафалк — «Лафет».
Также в мая 2024 года представлен электрический мотоцикл Aurus Merlon.
Длина флагманского в семействе длиннобазного бронированного лимузина представительского класса Aurus-41231SB — 6840 мм, это самый большой и самый мощный президентский автомобиль в мире. ФГУП «НАМИ» совместно с Porsche Engineering для проекта Кортеж разработало семейство модульных двигателей, самый мощный из которых — 6,6-литровый алюминиевый V12 с непосредственным впрыском и сдвоенной системой битурбонаддува (по одному нагнетателю на каждые 3 цилиндра); мощность двигателя — 850 л. с., крутящий момент — 1320 Н·м. По словам главного конструктора Вадима Переверзева, двигатель проектировался в сотрудничестве с компанией Porsche Engineering, но по техническому заданию от ФГУП «НАМИ». Все параметры будущего мотора были заданы российскими инженерами исходя из потребностей проекта. Это касается и тягово-динамических показателей, и габаритных, чтобы он оптимально вписывался в компоновку автомобиля. Проектирование мотора шло бок о бок российскими и немецкими инженерами. Двигатели собираются в ФГУП «НАМИ». Какой-либо унификации с двигателями Porsche нет. Двигатель оригинальный.
Глава госкорпорации «Ростех» Сергей Чемезов 17 мая 2018 года доложил Владимиру Путину, что завершена разработка также мотоцикла «Кортеж», предназначенного для сопровождения президентского кортежа. Мотоцикл выйдет на рынок под брендом «Иж», он будет полностью электрическим и его внешний вид будет вписан в модельный ряд «Aurus».
Для парада Победы созданы три кабриолета «Парадный автомобиль Aurus» без конкретного названия, которые заменили парадные кабриолеты «ЗиЛ-41041 АМГ». Как и в случае с поздними парадными автомобилями ГАЗ-СП45 или ЗиЛ-41041-АМГ, кузова которых берут начало от модели ЗиЛ-117В, которые после изменения парадной формы ВС РФ сменили цвет со светлых небесного или серо-голубого на чёрный, парадные автомобили Aurus также были окрашены в чёрный цвет. Автомобиль имеет специальный режим движения на параде, который ограничивает максимальную скорость 20 км/ч и обеспечивает наиболее плавную работу подвески и переключение передач. Парадный автомобиль «Aurus-412314» сделан на базе «Aurus-412300 Senat».
14 декабря 2022 года аналитическое агентство «Автостат» взяло интервью у директора по продажам и сервису Aurus Артёма Юсупова, который сообщил, что Aurus может начать продажи минивэна Arsenal и мотоцикла Merlon.

## Техническое оснащение
Автомобиль оснащён гибридным силовым агрегатом, включающим битурбированный бензиновый двигатель V8 объёмом 4,4 литра, специально созданным для линейки Aurus. Он сочетается с 9-ступенчатой автоматической коробкой передач производства российской компании KATE и 42-киловаттным мотор-генератором, который питается от литий-ионной батареи. Базовый Аurus Senat — полноприводный автомобиль, дорожный просвет составляет 200 мм. Обладает усиленной конструкцией кузова, часть элементов из бронированной версии Aurus Senat Limousine интегрирована в гражданскую. Для семейства моделей разработали мультимедийную систему со звуками живых струнных и духовых инструментов.

### Силовой агрегат
Будут доступны несколько модификаций силового агрегата. Самый массовый двигатель с конфигурацией V8 заказали разработать немецкой фирме Porsche Engineering по техническому заданию, подготовленному НАМИ. Все остальные моторы разрабатываются российскими специалистами из НАМИ. В целом линейка двигателей состоит из:
- 4-цилиндровый двигатель мощностью 245 л. с. При номинальном объёме 2,2 литра двигатель развивает 245 лошадиных сил и 380 Н·м крутящего момента. Двигатель будет оснащаться одной турбиной, сухая масса агрегата составляет 150 кг.
- V8 мощностью 650 л. с.[100]
- V12 850-сильный турбированный мотор;
- 6-цилиндровый дизель (для внедорожника)[102].

Моторы агрегатируются с 9-ступенчатой АКПП КАТЕ R932 российской разработки.
Авиационный двигатель
В августе 2020 года на выставке «Армия-2020» на стенде УЗГА представлен авиационный двигатель АПД-500, разработанный на базе Единой модульной платформы «Кортеж». Двигатель бензиновый V8 объёмом четыре литра и максимальной мощностью 500 л. с.

### Комплектация
В 2016 году все автомобили по уровню оснащения предполагались к продаже в пяти ценовых категориях. Тем не менее в январе 2018 года глава Минпромторга РФ Денис Мантуров заявлял о планах реализации без учёта двух недорогих версий, а в мае — трёх.
Предполагаемое разделение на сегменты присутствия моделей Aurus (по состоянию на весну 2016 года):
| Сегмент     | Похожий автомобиль                                                            | Стоимость, млн руб. | Выпуск в год, штук |
| ----------- | ----------------------------------------------------------------------------- | ------------------- | ------------------ |
| «Бизнес»    | Mercedes-Benz M-Класс, Jeep Cherokee                                          | 2—3                 | 10—20 тысяч        |
| «Премиум»   | Range Rover, Range Rover Sport, Mercedes-Benz S-класс, Mercedes-Benz GL-класс | 3—5                 | 3—5 тысяч          |
| «Люкс»      | Mercedes-Benz S AMG, Porsche Panamera                                         | 5—10                |                    |
| «Лакшери»   | Rolls-Royce Ghost, Bentley Flying Spur                                        | 10—20               | 500                |
| «Эксклюзив» |                                                                               | от 20               | 50—100             |

Во время открытия первого фирменного автосалона марки Aurus, который расположился на территории Москва-Сити, была объявлена стоимость седана Aurus Senat S600: в базовой комплектации автомобиль будет стоить восемнадцать миллионов рублей.

### Стоимость
В марте 2025 года Минпромторг РФ опубликовал актуальный перечень автомобилей и электромобилей, подлежащих обложению налогом на роскошь.
В список транспортных средств средней стоимостью от 15 млн рублей и не старше 20 лет с года выпуска, облагаемых налогом на роскошь, вошли 6 моделей Aurus: Aurus Komendant, Aurus Limousine, Aurus Senat (бензин и гибрид) и Aurus Senat Long (бензин и гибрид).

### Возможности индивидуализации автомобилей
Предлагаются комбинации кожи высшего уровня качества с разными видами кроя, различные варианты шпона натурального дерева, персонализированное тиснение, вышивка и гравировка на порогах, эксклюзивные решения по экстерьеру, включая двухцветную окраску.

## Награды

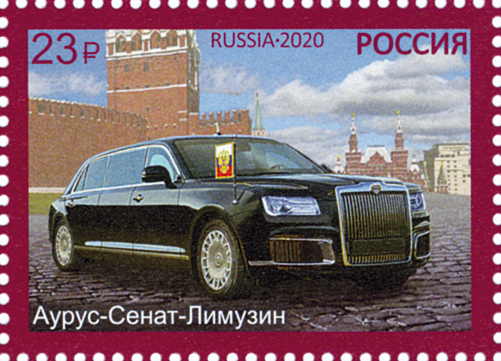
Почтовая марка. Аурус-Сенат-Лимузин — основной служебный автомобиль президента и премьер-министра Российской Федерации

Cедан Aurus Senat стал лауреатом интернет-премии «Автомобиль года в России — 2021», в котором, по утверждению издания «Известия», приняло участие более миллиона россиян. В онлайн-голосовании российский автомобиль в категории «Представительский класс «премиум» опередил модели Bentley Flying Spur и Rolls-Royce Phantom. Главными критериями при выборе были внешний облик автомобилей и их характеристики, включая уровень комфорта в салоне.

## Оценки
Комментируя церемонию президентской инаугурации Владимира Путина 7 мая 2018 года, издание Daily Express отметило, что использование лимузина «Кортеж» «стало патриотическим посланием, которое было призвано продемонстрировать самодостаточность России».

## Известные эксплуатанты

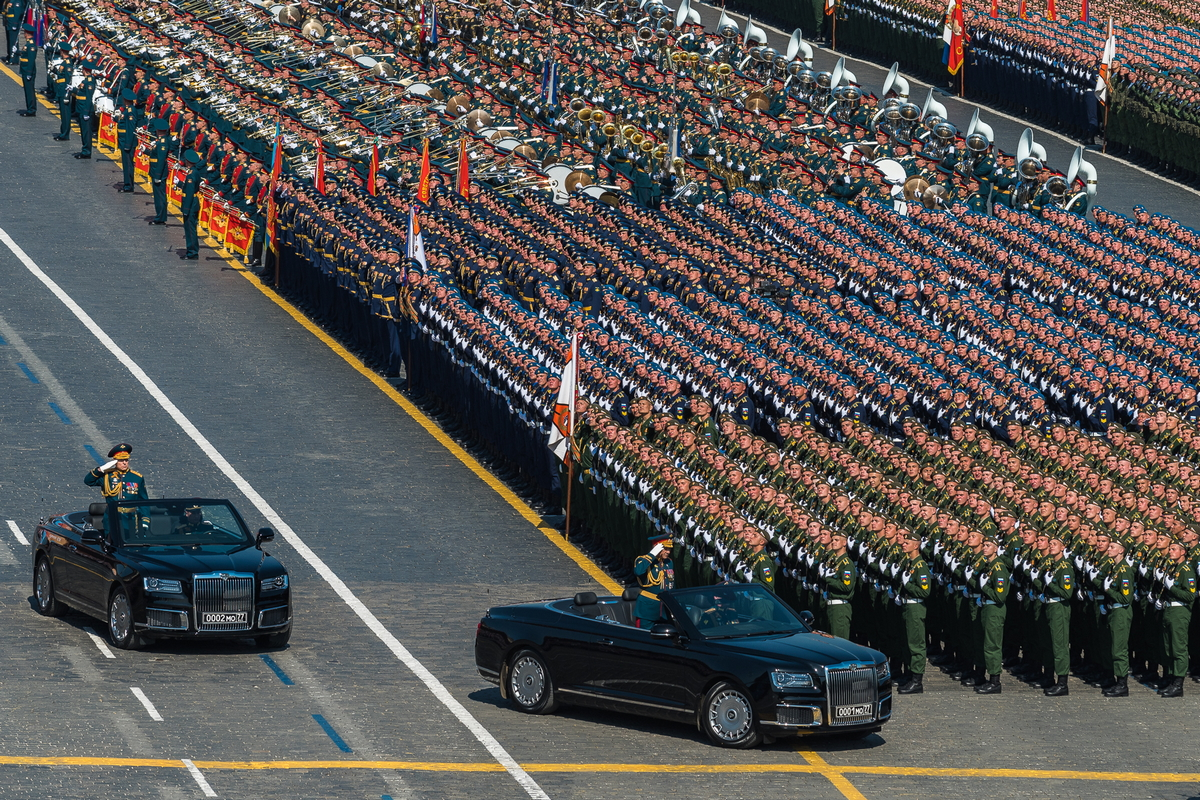
Кабриолет Aurus на репетиции парада Победы 8 мая 2019 года

Первую зарубежную поездку на автомобиле нового семейства президент Путин совершил в Хельсинки в рамках саммита Россия — США 16 июля 2018 года.
Два автомобиля приняли участие в параде Победы в Москве 9 мая 2019 года. Предназначены для командующего парадом и для Министра обороны России.
В августе 2019 года президент Туркмении заявил о готовности закупить всю линейку представительских автомобилей Aurus.
В июне 2024 года в ходе визита в КНДР Владимир Путин подарил Ким Чен Ыну один из автомобилей Aurus.

### Видео
- На инаугурацию Владимир Путин приехал на автомобиле отечественного производства Архивная копия от 17 мая 2019 на Wayback Machine — проезд по территории Кремля во время инаугурации президента
- «Кортеж»: Фильм Алексея Полякова Архивная копия от 19 мая 2018 на Wayback Machine
- Автомобиль № 1: Документальный фильм Дмитрия Щугорева Архивная копия от 16 мая 2018 на Wayback Machine (с 33:14)
- Как создавался Aurus Архивная копия от 23 января 2019 на Wayback Machine